# Клима Турске
Обална подручја Турске која се граниче са Егејским и Средоземним морем имају топлу медитеранску климу, са врућим, сувим летима и благим до хладним, влажним зимама. Обална подручја Турске која се граниче са Црним морем имају умерену океанску климу са топлим, влажним летима и хладним, влажним зимама. Црноморска обала има највећу количину падавина и једини је регион Турске који има велике падавине током целе године. Источни део те обале у просеку годишње износи 2500 милиметара, што је највише падавина у земљи.
Обална подручја Турске која се граниче са Мраморним морем (укључујући Истанбул), која повезује Егејско и Црно море, имају прелазну климу између умерене медитеранске и умерене океанске климе са топлим, умерено сувим летима и хладним, влажним зимама. Снег је чест на обалним подручјима Мраморног и Црног мора готово сваке зиме, али обично не више од неколико дана. Са друге стране, ретка је у приобалним областима Егејског мора и врло ретка у приобалним областима Средоземног мора.
Услови могу бити много оштрији у сушнијем ентеријеру. Планине у близини обале спречавају ширење поморских утицаја у унутрашњост, дајући централној анатолској висоравни унутрашњости Турске умереноконтиненталну климу са оштро контрастним годишњим добима.
Зиме на висоравни су посебно тешке. Температуре од -30 °C до -40 °C се јављају на североистоку Анадолије, а снег се задржава на тлу најмање 120 дана годишње, а на планинама готово током целе године. У централној Анадолији температуре могу пасти испод -20 °C, док су планине још хладније. Лета су врућа и сува, са температурама углавном око 30 °C у дану. Годишње падавине у просеку износе око 400 милиметара, а стварне количине се одређују надморском висином. Најсушније регије су равница Конија и Малатија, где су годишње кише често мање од 300 милиметара. Мај је генерално највлажнији месец, док су јул и август најсушнији.
Испод су климе из седам пописних региона Турске, које показују колико оне могу бити различите на различитим местима широм земље: